# هيرمان بلوم
هيرمان بلوم (بالألمانية: Hermann Blohm)‏ (ولد في 23 يونيو 1848 في لوبيك؛ توفي 12 مارس 1930 في هامبورغ ) كان صانع سفن ألماني ومؤسس شركة بلوم+فوس.

## حياته
كان والده التاجر الألماني جورج بلوم من لوبيك (1801-1878). درس في المعهد الفدرالي السويسري للتكنولوجيا في زيورخ في سويسرا. Togehter مع إرنست فوس أسس في 5 أبريل 1877 شركة بلوم+فوس الألمانية كشراكة عامة، لبناء السفن ذات الهياكل الفولاذية. أسسوا حوض بناء السفن في جزيرة Kuhwerder، بالقرب من المدينة الحرة والهانزية في هامبورغ، 

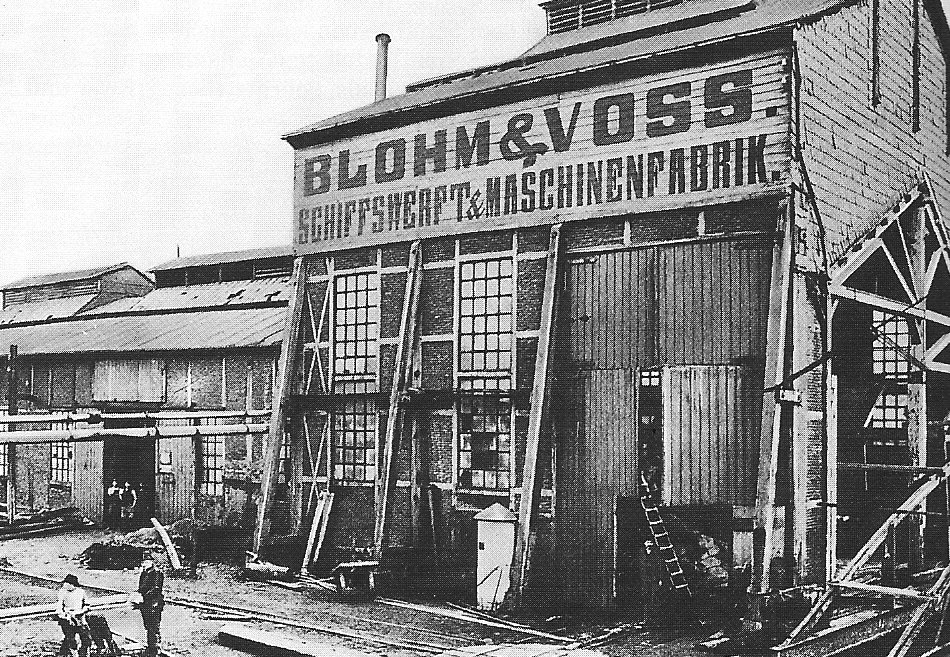
Pincerno - Blohm & Voss 1877

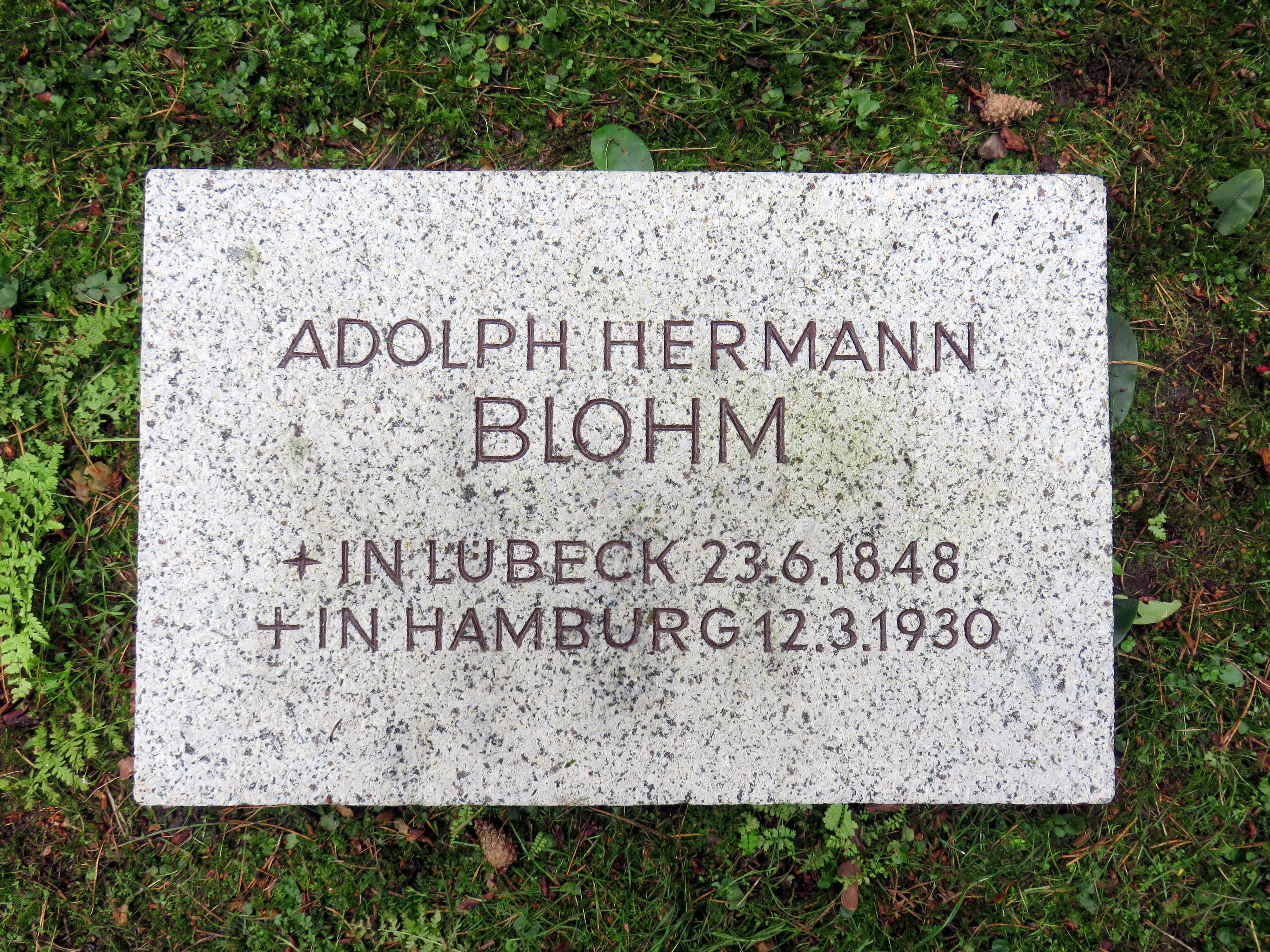
مقبرة هيرمان بلوم في مقبرة Ohlsdorf

في 29 ديسمبر 1884 كان عضوًا مؤسسًا في المنظمة الألمانية Verband für Schiffbau und Meerestechnik في هامبورج. تزوج بلوم من إيمي الوين ويستفال. عمل ابناه رودولف (* 1885) والثر (* 1887) في شركة Blohm + Voss. 

## الجوائز
- 1907: Grashof-Denkmünze